# Empire de Thessalonique
1225/27–1246
Entités précédentes :
- Despotat d'Épire, Royaume de Thessalonique

Entités suivantes :
- Empire de Nicée

L’empire de Thessalonique est le nom donné par l'historiographie à l'État byzantin fondé par Théodore Ier Comnène Doukas,  établi autour de la cité de Thessalonique entre 1227 et 1241. Privé de l'essentiel des terres détenues en Macédoine et en Thrace par les Bulgares, tandis que l'Épire s'affirme sous la direction de Michel II Comnène, cet éphémère « empire », devenu despotat, est bientôt réduit à la seule ville de Thessalonique et définitivement annexé à l'empire de Nicée par Jean III Doukas Vatatzès en 1246. 

## Histoire
Théodore Ier Comnène Doukas  (v.1180-v.1252), qui succède à son demi-frère de Michel IerComnène Doukas vers 1215, conquiert avec l'aide des troupes serbes et albanaises les cités macédoniennes d'Ohrid et Prilep (1216), les cités thessaliennes de Néopatras et Lamia (1218), de Serrès (1221), et de Servia (1223), avant de mettre le siège devant Thessalonique, qui tombe en 1224. L'année suivante, il reprend Andrinople récemment conquise sur les troupes latines par Jean III. En 1227, Théodore Doukas se fait couronner empereur par Dèmètrios Chomatènos, métropolite d’Ochrid, et revêt les insignes impériaux. 
Quand cet empire — limité à la cité de Thessalonique, la Thessalie et la côte égéenne — est créé par Théodore Doukas Comnène, il semble en mesure de rivaliser avec l'empire de Nicée et le Second Empire bulgare, alors les deux principales puissances régionales à envisager la reconquête de Constantinople, alors occupée par l'Empire latin, fondé en 1204.
Néanmoins, cet état se montre rapidement éphémère, du fait notamment de la désastreuse bataille de Klokotnica contre les Bulgares en 1230, où Théodore Doukas est capturé puis aveuglé. Son frère et successeur, Manuel Comnène Doukas, préalablement couronné despote par Théodore, devient un vassal des Bulgares et perd l'essentiel des terres détenues en Macédoine et en Thrace, tandis que l'Épire s'affirme sous la direction de Michel II Comnène Doukas.
Revenu de captivité, Théodore parvient à reprendre Thessalonique en 1237 et fait de son fils, Jean Comnène Doukas, son successeur tandis que Manuel Comnène Doukas, avec le soutien de Nicée, s'empare de la Thessalie. Ce qui reste de l'éphémère « empire » disparaît bientôt tout à fait : en 1241, Jean III Vatatzès, souverain de Nicée, retire les insignes impériaux à Jean Doukas auxquels il substitue ceux de despote, repris à la mort de ce dernier par son frère Dèmètrios Doukas en 1244. En 1246 Jean Vatatzès met un terme à l'autonomie de Thessalonique, reprend le contrôle de la cité qu'il annexe à l'empire de Nicée et exile Dèmètrios Doukas.